# Catopsilia pomona
Catopsilia pomona is een dagvlinder uit de familie Pieridae (witjes). De wetenschappelijke naam is gepubliceerd in 1775 door Fabricius. als Papilio Pomona.

## Kenmerken
De spanwijdte bedraagt ongeveer 6,5 tot 7 cm.

## Verspreiding en leefgebied
Catopsilia pomona komt verspreid voor in het Oriëntaals gebied, het Australaziatisch gebied en op Madagaskar. Er zijn waarnemingen gedaan tot aan Japan. De soort is bekend als trekvlinder, maar kent ook een diapauze. Daarnaast is sprake van seizoensdimorfie; in de zomer of het natte seizoen is er de vorm crocale, in de winter of het droge seizoen de vorm pomona. Vroegere auteurs dachten zelfs dat het ging om twee verschillende soorten. Er komen ook tussenvormen voor.

## Waardplanten
De waardplanten van Catopsilia pomona komen uit de geslachten Cassia en Senna

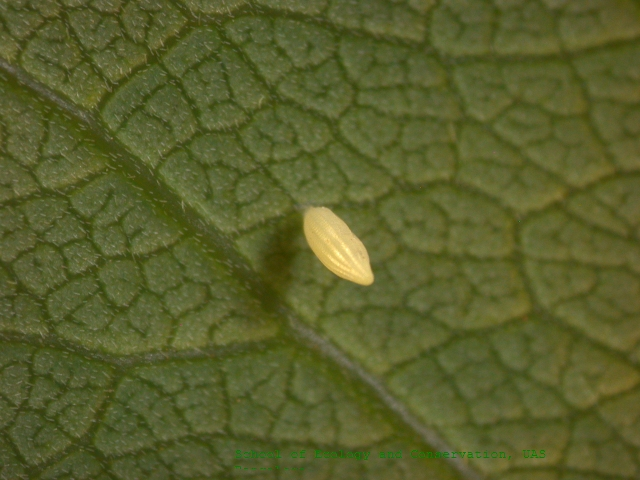
Ei
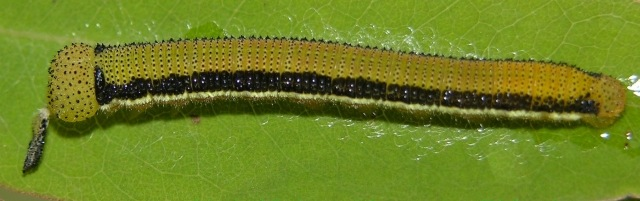
Rups
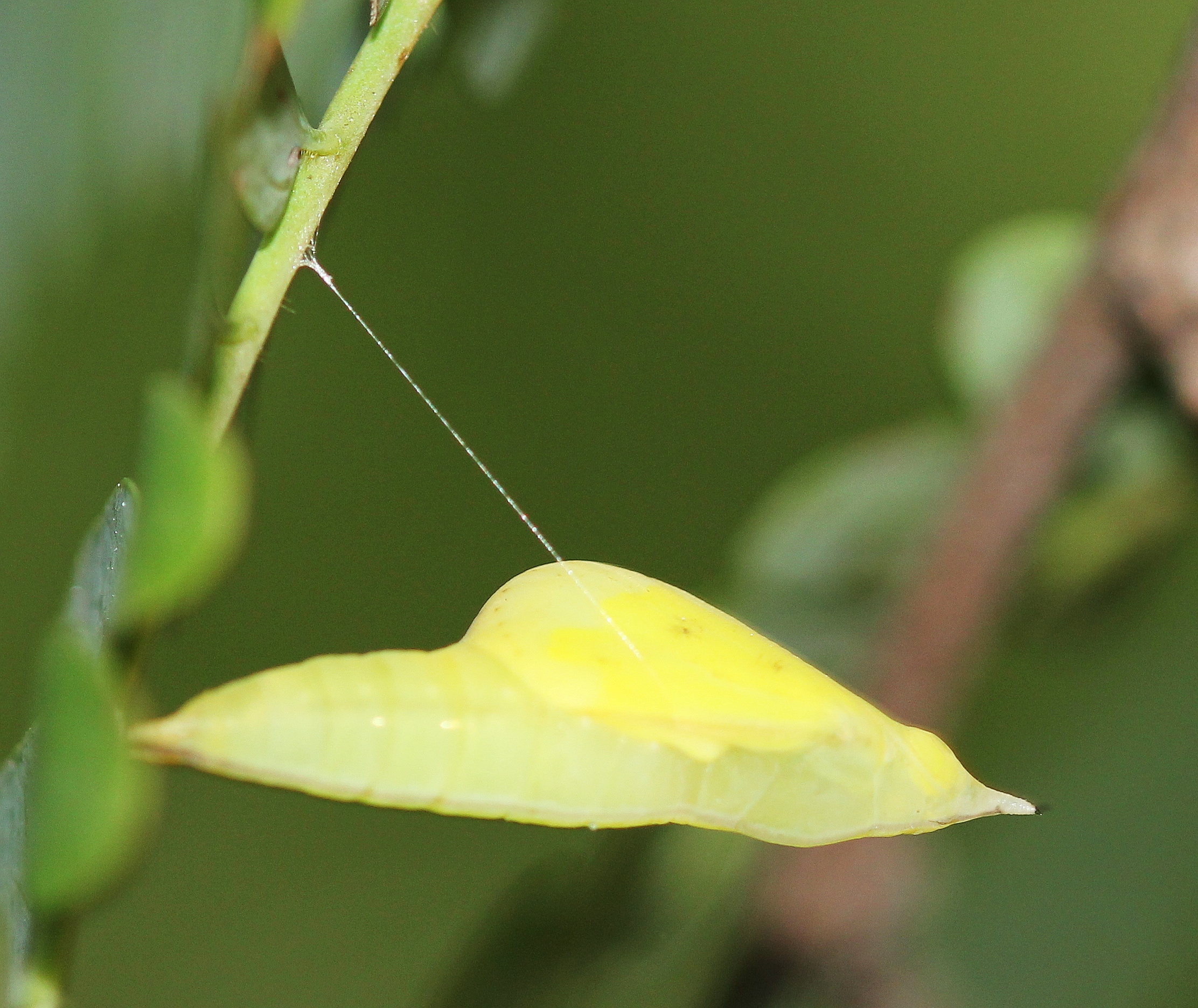
Pop
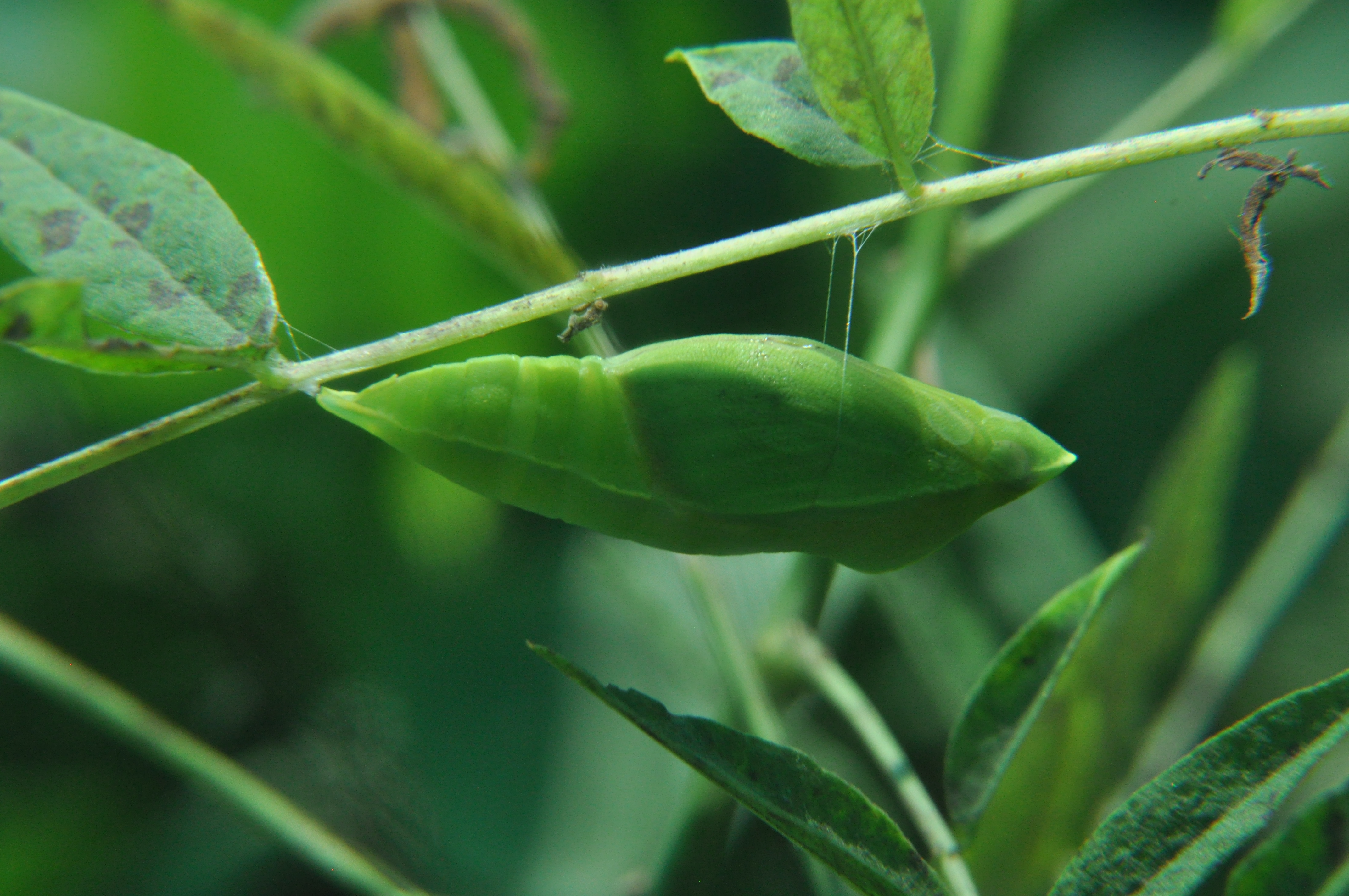
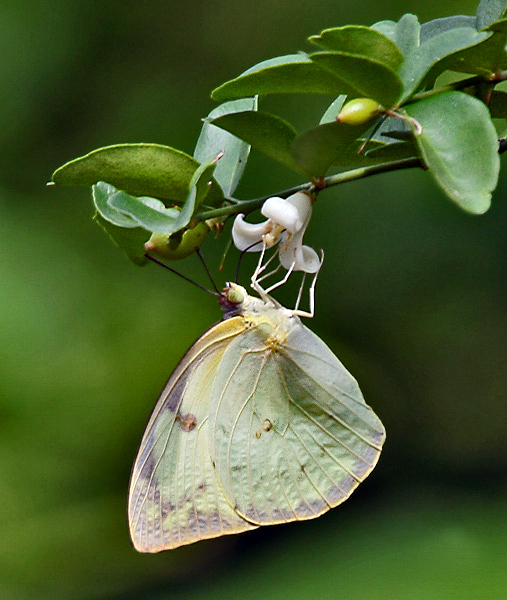
Wijfje f. crocale
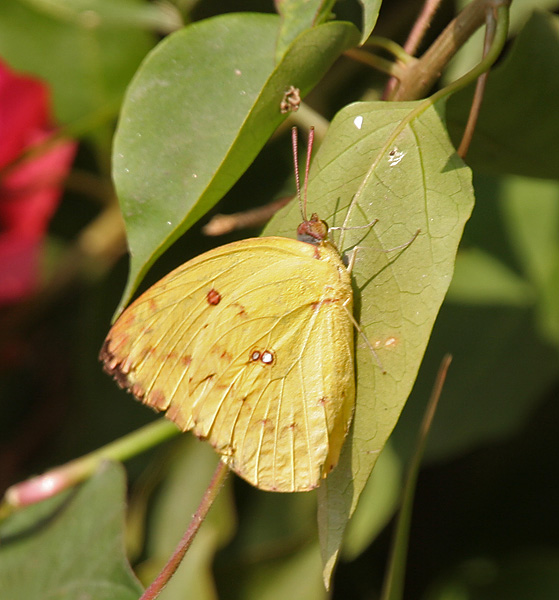
Wijfje f. pomona
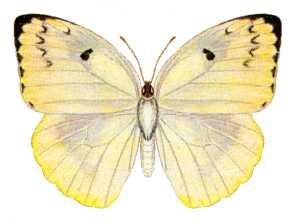
Illustratie